# Liste der Bodendenkmäler in Waldkraiburg
Auf dieser Seite sind die Bodendenkmäler in der oberbayerischen Stadt Waldkraiburg zusammengestellt. Diese Tabelle ist eine Teilliste der Liste der Bodendenkmäler in Bayern. Grundlage ist die Bayerische Denkmalliste, die auf Basis des Bayerischen Denkmalschutzgesetzes vom 1. Oktober 1973 erstmals erstellt wurde und seither durch das Bayerische Landesamt für Denkmalpflege geführt wird. Die folgenden Angaben ersetzen nicht die rechtsverbindliche Auskunft der Denkmalschutzbehörde.

## Bodendenkmäler in Waldkraiburg

### Bodendenkmäler in der Gemarkung Fraham
| Lage              | Objekt | Akten-Nr.     | Bild |
| ----------------- | --- | ------------- | ---- |
| Fraham (Standort) | Verebnetes Grabenwerk vor- und frühgeschichtlicher Zeitstellung. | D-1-7840-0001 |      |
| Fraham (Standort) | Verebnete Grabhügel vorgeschichtlicher Zeitstellung. | D-1-7840-0055 |      |
| Fraham (Standort) | Untertägige spätmittelalterliche und frühneuzeitliche Befunde im Bereich der Katholischen Filialkirche St. Erasmus in Sankt Erasmus. Siehe auch: St. Erasmus (Sankt Erasmus) | D-1-7840-0224 |      |
| Fraham (Standort) | Abgegangenes Schloss der frühen Neuzeit (Sitz Neubau zu Trasen). | D-1-7840-0233 |      |

### Bodendenkmäler in der Gemarkung Pürten
| Lage              | Objekt | Akten-Nr.     | Bild |
| ----------------- | --- | ------------- | ---- |
| Pürten (Standort) | Körpergräber vor- und frühgeschichtlicher Zeitstellung. | D-1-7740-0030 |      |
| Pürten (Standort) | Grabenwerk und Siedlung vor- und frühgeschichtlicher Zeitstellung. | D-1-7740-0060 |      |
| Pürten (Standort) | Siedlung vor- und frühgeschichtlicher Zeitstellung. | D-1-7740-0073 |      |
| Pürten (Standort) | Siedlung vor- und frühgeschichtlicher Zeitstellung. | D-1-7740-0074 |      |
| Pürten (Standort) | Untertägige spätmittelalterliche und frühneuzeitliche Befunde im Bereich der Katholischen Filialkirche St. Martin in Ebing. Siehe auch: St. Martin (Ebing)                                                                                           | D-1-7740-0245 |      |
| Pürten (Standort) | Untertägige mittelalterliche und frühneuzeitliche Befunde im Bereich der Katholischen Pfarr- und Wallfahrtskirche Mariä Himmelfahrt in Pürten und ihrer Vorgängerbauten mit Friedhofskapelle St. Michael. Siehe auch: St. Mariä Himmelfahrt (Pürten) | D-1-7740-0247 |      |

### Bodendenkmäler in der Gemarkung Waldkraiburg
| Lage                    | Objekt                                                              | Akten-Nr.     | Bild |
| ----------------------- | ------------------------------------------------------------------- | ------------- | ---- |
| Waldkraiburg (Standort) | Verebnete Abschnittsbefestigung des frühen oder hohen Mittelalters. | D-1-7740-0243 |      |